# Kantine Westfalia
Die Kantine Westfalia ist das letzte erhaltene Betriebsgebäude der Gewerkschaft Eisenhütte Westfalia im Lüner Ortsteil Wethmar.

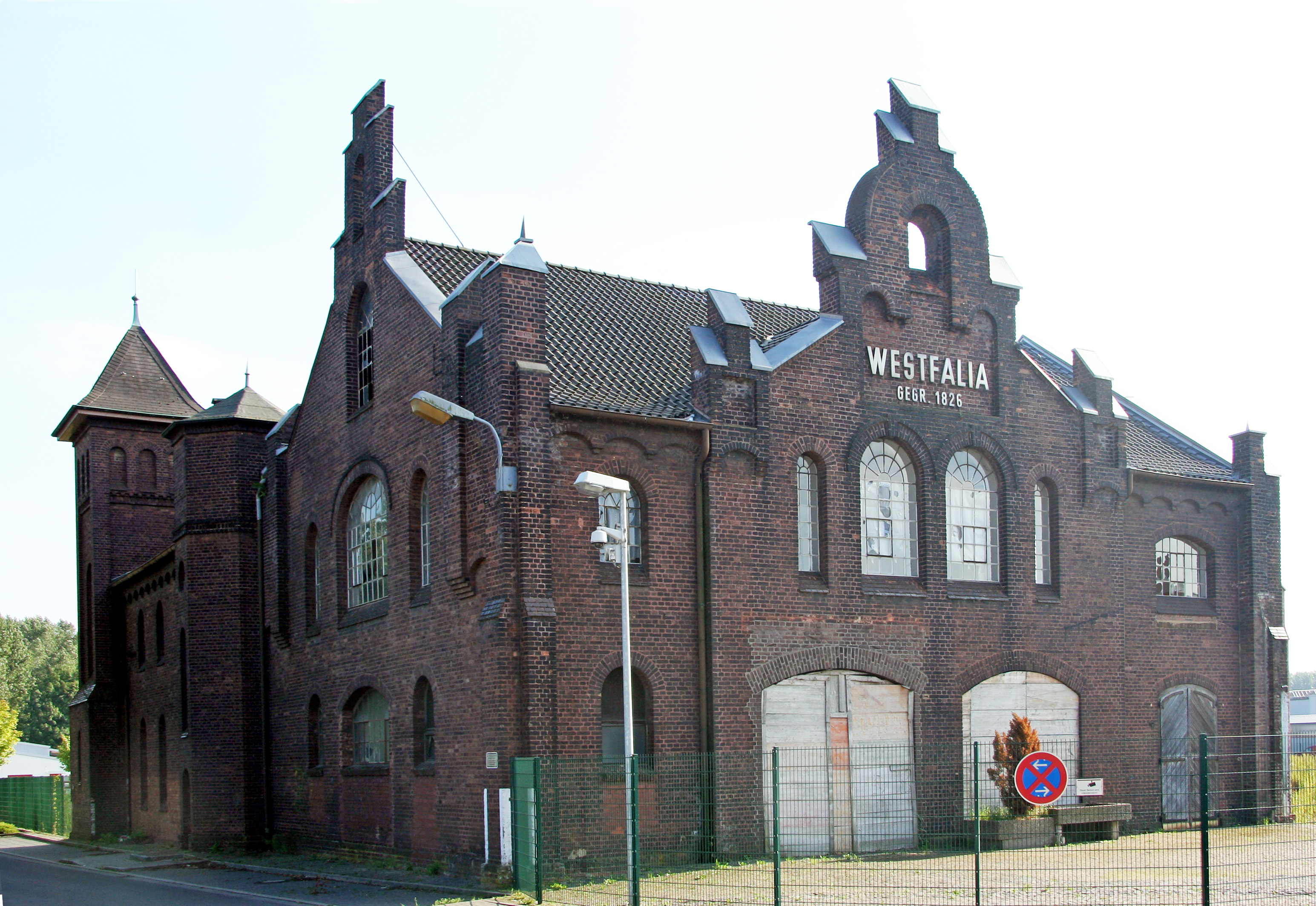
Die Nordost-Ansicht der Kantine Westfalia

## Geschichte
1826 wurde die Eisenhütte Westfalia als erstes Industrieunternehmen in Lünen gegründet, das Betriebsgebäude selbst stammt etwa aus dem Jahre 1870. Sie wurde ab 2021 denkmalgerecht saniert und beherbergt seit 2023 großzügige Tagungs- und Gesellschaftsräume.
Die verwendeten architektonischen Stilelemente von Eck- und Treppentürmen, Bogenfenstern und Fassadenschmuck in Anlehnung an die Romanik und an Schloss- oder Burgarchitektur waren für die Bauzeit typisch. Sie sollten Monumentalität und damit die Bedeutung der aufstrebenden Industriebetriebe verdeutlichen. Gusseiserne Säulen tragen die Decke im Speiseraum, eine reich ornamentierte Eisentreppe führt ins Obergeschoss.

## Heutiger Zustand
Das Gebäude steht seit 1990 unter Denkmalschutz und wurde an der Westseite 2008 mit einer neuen Mauer restauriert. Es gehört zur Route der Industriekultur, Themenroute Industriekultur an der Lippe. Nach langem Leerstand wurde die Kantine  Anfang 2011 von Bucyrus erworben. Das zu Caterpillar gehörende Unternehmen hatte bis 2022 seit der Übernahme der Deutschen Bergbau Technik 2007 auf dem angrenzenden Gelände seine europäische Hauptniederlassung.
Durch einen Privatinvestor, der sie vor einigen Jahren erworben hat, wurde sie ab 2021 umfangreich renoviert und saniert und weist nun Tagungs- und Gesellschaftsräume auf.